# Veranópolis
Veranópolis egy község (município) Brazíliában, Rio Grande do Sul államban. 2022-ben becsült népessége 24 021 fő volt.

## Története
Területét természeti népek lakták, az európai gyarmatosítás a 19. század elején kezdődött. 1830-tól a környék Santo Antônio da Patrulha részét képezte, a legközelebbi egyházközségek Lagoa Vermelha és Vacaria voltak. Idővel a Lagoa Vermelhai gazdák ösvényeket nyitottak a mai Veranópolis területén, településmagok alakultak ki, kukoricát termesztettek és yerba matét gyűjtöttek a Rio das Antas völgyében. A Montenegro felé tartó hajcsárok kedvenc pihenőhelye a Roça Reúna nevű sziklás magaslat volt.
A Conde d'Eu és Dona Isabel kolóniákon tapasztalt túljelentkezés arra késztette a gyarmatosítási főfelügyelőséget, hogy új telepek létrehozását tervezze, és a Roça Reúnánál 1880-ban kolóniát hoztak létre Lagoa Vermelha részeként. 1884-ben olasz telepesek érkeztek Treviso, Padova, Mantova, Cremona, Belluno, Vicenza városaiból, később lengyelek és németek is jöttek. A költségeket a birodalmi kormány fizette, amely a mezőgazdaság, a kereskedelem és az iparosítás növelését tűzte ki célul. 1892-ben a telepet kisvárosnak (vila) nyilvánították Benjamin Constant néven, néhány évvel később pedig átnevezték Alfredo Chavesre. 1898-ban függetlenedett Lagoa Vermelhától és önálló községgé alakult. 1943-ban átnevezték Veranópolisra (a nyár városa), mivel az országban létezett egy másik Alfredo Chaves nevű község.

## Leírása
Székhelye Veranópolis, további kerületei nincsenek. A Gaúcho-hegység területén fekszik, távolsága Porto Alegretől 122 kilométer, tengerszint feletti magassága 705 méter, éghajlata mérsékelt. Jelentős ipara (fafeldolgozás, szénbányászat). A 2010-es években állam kilencedik legmagasabb társadalmi-gazdasági fejlettségi indexével (IDESE) rendelkezett.